# Sandarville
Sandarville – miejscowość i gmina we Francji, w Regionie Centralnym, w departamencie Eure-et-Loir.
Według danych na rok 1990 gminę zamieszkiwały 282 osoby, a gęstość zaludnienia wynosiła 30 osób/km² (wśród 1842 gmin Regionu Centralnego Sandarville plasuje się na 859. miejscu pod względem liczby ludności, natomiast pod względem powierzchni na miejscu 1179.).